# Иноуэ, Кикуко
Кикуко Иноуэ (яп. 井上 喜久子 Иноуэ Кикуко, род. 25 сентября 1964) — сэйю и певица, родившаяся в Йокосука, префектура Канагава, Япония.

## Интересные факты
Замужем с 1996 года.
Есть дочь: Хонока Иноуэ (р. 09.02.1998 г.), которая также является сэйю.
Про себя она всё время говорит «17-летняя» (яп. 井上喜久子１７歳です). Кикуко даже основала культ «17-летних» (яп. １７歳教), в который вошли Юкари Тамура, Сакура Ногава, Рина Сато и Юи Хориэ.
В 2010 году Кикуко Иноуэ получила награду Seiyu Awards как «Лучшая актриса озвучивания второго плана» за роли Санаэ Фурукавы в Clannad After Story и Грейс О’Коннор в Macross Frontier.

## Роли
Дебют сэйю состоялся в 1988 году в аниме Hai Akko Desu.

### TV аниме
- «Герой-рационал перестраивает королевство» (Элиша Эльфриден)
- Adventures of Mini-Goddess (Верданди (с 14 серии))
- Ah! My Goddess (Верданди)
- Air (Ураха)
- Angelic Layer (Сюко Судзухара)
- Argento Soma (Джиневра Грин)
- Arcana Famiglia (Сумирэ)
- Baka to Test to Shoukanjuu (Акира Ёсии)
- Binchō-tan (рассказчик)
- Black Cat (Сефирия Аркс, Адам)
- Captain Tsubasa: Road to 2002 (юный Цубаса Одзора)
- Chobits (Читосэ Хибия)
- Chuunibyou demo Koi ga Shitai! (Нанасэ Цукумо)
- Clannad (Санаэ Фурукава)
- Claymore (Мирия)
- Code Geass (Сесиль Круми, Иноуэ, Доротея Эрнст (IV))
- Cosmo Warrior Zero (леди Эмерельдас)
- DearS (Мицука Ёсиминэ)
- Detective Conan (Кьянти)
- El Hazard: The Magnificent World
- El-Hazard: The Alternative World
- Emma - A Victorian Romance (Моника Милдрейк)
- Fairy Tail (Минерва Орландо)
- F-Zero GP Legend (Джоди Саммер)
- Figure 17 (Орудина)
- Final Fantasy: Unlimited (Фабра, повествователь)
- Fullmetal Alchemist: Brotherhood (Люст)
- Gad Guard (Кэтрин Фробер)
- Gankutsuou (Мерседес де Морсерф)
- Gate Keepers (Дзюн Тюндерс)
- Golden Boy (Аюко Хаями, 4 серия), (секретарша, 1 серия)
- GUNxSWORD (Кармэн 99)
- Gungrave (Мариа Асаги)
- Hand Maid May (Мами)
- Happy Lesson (Яёи Сандзэйн)
- Happy Seven: The TV Manga (Кокуантэн)
- Hime-chan's Ribbon (Кацунэ Ямасита)
- I’ve Been Killing Slimes for 300 Years and Maxed Out My Level (добрая божественная богиня)
- Ikki Tousen (Сонсаку Гоэй, мать Хакуфу)
- InuYasha (мать Инуяси)
- Kiba (Сара)
- Kiddy Grade (Алв)
- Lucky Star (Мики Хиираги)
- Macross Frontier (Грейс О’Коннор)
- Magic Knight Rayearth (Татра)
- Mahōjin Guru Guru (Рэна)
- Mahoromatic (Рюся)
- Marmalade Boy (Андзю Китахара)
- Miracle Giants Dome-kun (Маюми Синдзё)
- Mobile Suit Gundam Seed (мать Киры Ямато)
- Mobile Suit Gundam Seed Destiny (мать Киры Ямато)
- Mouse (Мэй Момодзоно)
- My-HiME (Юкарико Санада)
- My-Otome (Юкарико Штейнберг, Гал)
- Nadia: The Secret of Blue Water (Электра)
- Najica Blitz Tactics (Даниела)
- Negima (Сидзуна Минамото)
- Petite Princess Yucie (Королева Эркель)
- Okusama wa Maho Shojo (Урэсико Асаба/Аниэсу Бэру)
- Onegai Teacher (Мидзухо Кадзами)
- Onegai Twins (Мидзухо Кадзами)
- Ore Monogatari!! (Ай Сунакава)
- Ouran High School Host Club (Фуюми Оотори)
- Pokémon (Мелисса)
- Potemayo (Повествователь, Мику Морияма, Инуяма-сан)
- Prétear (Нацуэ Аваюки)
- Ранма ½ (Касуми Тэндо)
- Rosario + Vampire (Сидзука Нэкономэ)
- Rune Soldier (Мелисса)
- Saber Marionette J (Пантера)
- Saber Marionette J to X (Пантера)
- Sailor Moon Super S (Принцесса Любиина)
- Sailor Moon Stars (Рэйко Ая)
- Saint Tail (Сэйра Мимори)
- Sayonara Zetsubou Sensei (Манами Окуса, саму себя)
- Shaman King (Анису)
- Shima Shima Tora no Shimajiro (мать Симадзиро)
- Shin Megami Tensei: Devil Children (Кул)
- Slayers Great (Лея)
- Soar High! Isami (Рэйко Нанаока, Маюко)
- Sorcerer Hunters (Лану)
- Spiral Zone (Катрина Апекс)
- Steel Angel Kurumi (Надэсико)
- Tokimeki Memorial Only Love (Мэгами)
- UFO Princess Valkyrie (Инаруба)
- Umineko no Naku Koro ni (Вергилия)
- Vandread
- Vandread – The Second Stage
- Weiß Kreuz (Бирман)
- X (аниме) (Тору Магами)
- Yami to Boshi to Hon no Tabibito (Рицуко)
- Yumeria (Нанасэ Сэндзё)
- Zan Sayonara Zetsubo Sensei (Манами Окуса, саму себя)
- Zero no Tsukaima ~Futatsuki no Kishi~ (Элеанор Альбертина ле Блан да ла Бло де ла Вальер)
- Zoku Sayonara Zetsubo Sensei (Манами Окуса, саму себя)

### OVA
| - 801 T.T.S. Airbats (Сакура Сагиномия) - Battle Skipper (Рэйка Аянокодзи) - Cosplay Complex (Ранко Такара) - Dangaizer 3 (Сапфир) - Dōkyūsei 2 (Мисако Нарусава) - Dragon Half (Мана, мать Минка) - El Hazard: The Magnificent World (Руническая Венера) - El Hazard: The Magnificent World 2 (Руническая Венера) - Fake (Алиса) - The Hakkenden (Хикутэ) - Happy Lesson (Яёи Сандзэйн) - Idol Project (Корвет Хейерс) - Key the Metal Idol (Тоёко Мима) - Megami Paradise (Стася) - Miyuki-chan in Wonderland (Королева) - Mobile Suit Gundam: The 08th MS Team (Айна Сахалин) | - Moldiver (Брук) - Natsuiro no Sunadokei (Томоми Янагихара) - Ogenki Clinic (Руко Татасэ) - «Моя богиня!» (Верданди) - Otaku no Video (Ёсико Уэно) - Phantom — The Animation (Клаудия МакКуин) - Princess Minerva (Синий Моррис) - Ranma ½ (Касуми Тэндо) - Sakura Taisen: Ecole de Paris (Лобелия Карлини) - Sakura Taisen: Le Nouveau Paris (Лобелия Карлини) - SM Girls Saber Marionette R (Брид) - Saber Marionette J Again (Пантера) - Tōshinden (Уран) - Touhou Musou Kakyou (рассказчик/Якумо Юкари) - Violinist of Hameln (Королева) - Voogie's Angel (Сиори) |

### Полнометражные аниме
| - Air — The Motion Picture (Ураха) - Ah! My Goddess The Movie (Верданди) - Cardcaptor Sakura: The Movie (Йелан Ли) - Kiki's Delivery Service (Маки) | - Mobile Suit Gundam: The 08th MS Team Miller's Report (Айна Сахалин) - Nadia: The Secret of Blue Water (Электра) - Ranma ½ (Касуми Тэндо) - Tenchi Muyo! in Love 2: Haruka Naru Omoi (Харуна) |

### Видеоигры
| - Aoi Namida (Харуко Кудо) - Armored Core 2: Another Age (Оператор) - Ayakashi Ninden Kunoichiban (Миюки Тоно) - Baten Kaitos II (Валара) - Black Matrix (РупиРупи) - Chūka na Jansji Tenho: Painyan (Ёко Сироганэ) - DearS (Мицука Ёсиминэ) - Dōkyūsei (Ёсико Саридзава) - Danganronpa V3: Killing Harmony (Кируми Тодзё) - Evil Zone (Ихадулка) - Exodus Guilty Neos (Рэйна Татибана, Марта, Де Су) - Galaxy Angel (Священная мать Луны Сятоян) - Galaxy Angel II (Священная мать Луны Сятоян) - Granado Espada (японская версия) (Сельва Норте) - Grandia (Литэ) - Grandia Online (Литэ) - Guilty Gear XX (И-Но) - Gungrave (Мария Асаги) - Genshin Impact (Алиса) - Happy Lesson (Яйой Сандзэйн) - Hot Shots Golf 3 (Глория) - Hot Shots Golf 4 (Глория) - Hourglass of Summer (Томоми Янагихара) - infinity (Идзуми Морино) - Kono Yo no Hate de Koi wo Utau Shōjo YU-NO (Аюми Арима) - Langrisser III (Лусирис, Варна) - LUNAR: The Silver Star (богиня Афина, Луна Ноа) - LUNAR: Eternal Blue (богиня Афина) - LUNAR: Silver Star Story (богиня Афина) - LUNAR 2: Eternal Blue (богиня Афина) - Last Bronx Tokyo Bangaichi (Наги) - Metal Gear Solid 2: Sons of Liberty (Розмари) - Metal Gear Solid 3: Snake Eater (Босс) - Metal Gear Solid 4: Guns of the Patriots (Розмари, Санни) - Metal Gear Solid Peace Walker (Тико) | - Mitsumete Knight (Клэр Майорам) - My Dream: On Air ga Matenakute (Миюки Ёсидзава) - Namco x Capcom (Валькирия, Черная Валькирия) - Natsuiro no Sunadokei (Томоми Янагихара) - Next King Koi no Sennen Ōkoku (Кориандер, Ангелика) - Night Trap (Келли) - Only You: Revel Cross (Симона Кёко Уайт) - Phantasy Star Portable 2 (Мика) - Phantom of Inferno (Клаудия МакКуин) - Policenauts (Карен Хёйо) - Pretty Fighter (Мария Кристель) - Pride of the Dragon Peace (Миюна, Кирико) - Puyo Puyo CD Tsu (Will-o-wisp, Трио банши) - Riglord Saga 2 (Андзу) - Rogue Galaxy (Лилика Райза) - Rosario + Vampire (Сидзука Нэкономэ) - Resident Evil Village (японская версия) (Леди Димитреску) - Sakura Taisen 3 ~Pari wa Moeteiru ka?~ (Лобелия Карлини) - Sakura Taisen 4 ~Koi Seyo, Otome~ (Лобелия Карлини) - Segagaga (Ариса, Каорин, Алекс Кидд) - Snatcher CD-ROMantic (Джейми Сид) - Suikoden V (Эльза) - Super Robot Wars series (Тьютти Норбак, Айна Сахалин) - Tales of Destiny (Филия Фелис) - Tales of Destiny 2 (Филия Фелис) - Tales of the World: Radiant Mythology (Филия Фелис) - Tales of the World: Radiant Mythology 2 (Филия Фелис) - Tenchu 3 (Кагура) - Tengai Makyou: Daishi no Mokushiroku (Доракуро) - True Love Story (Саэко Миками) - Unlimited Saga (Лаура, Мари) - Valkyrie Profile (Лизелия, Валькирия Эли, Асака, Аи, Геена) - Valkyrie Profile: Lenneth (Лизелия, Валькирия Эли, Асака, Аи, Геена) - Virtual On Oratorio Tangram,Virtual On MARZ (Танграм, женская половина) - Yūkyū Gensōkyoku (Алиса Астиа) - Yumeria (Нанасэ Сэндзё) |

## CD

### Синглы
- Dōzo Yoroshiku ne.
- Okaerinasai

### Альбомы
| - Bokura no Best da, Onee-chan - Funwari, Nobi Nobi Perfect Solo Collection (LD + 2CD set) - Fushigi na Omajinai: Tadaima 2 - Hidamari - merry fish: sound & photo book - Mizuumi | - Shiawase Tambourine - Sora Iro no Ehon (2CD set) - Tadaima - Tanoshii Koto - Yūbi na Osakana |

### Drama CD
| - Inoue Kikuko no Gekkan Onee-chan to Issho: January - Inoue Kikuko no Gekkan Onee-chan to Issho: February - Inoue Kikuko no Gekkan Onee-chan to Issho: March - Inoue Kikuko no Gekkan Onee-chan to Issho: April - Inoue Kikuko no Gekkan Onee-chan to Issho: June - Inoue Kikuko no Gekkan Onee-chan to Issho: July - Inoue Kikuko no Gekkan Onee-chan to Issho: August - Inoue Kikuko no Gekkan Onee-chan to Issho: September - Inoue Kikuko no Gekkan Onee-chan to Issho: October - Inoue Kikuko no Gekkan Onee-chan to Issho: November | - Inoue Kikuko no Gekkan Onee-chan to Issho: December - Inoue Kikuko no Manbow Hōsōkyoku - Inoue Kikuko no Ruri Iro Aquarium: Manbow Hōsōkyoku 2 - Inoue Kikuko no Ruri Iro Aquarium Special: Manbow Hōsōkyoku 3 - Inoue Kikuko no Ruri Iro Aquarium Selection - Inoue Kikuko no Shin Onee-chan to Issho: Winter Issue - Inoue Kikuko no Shin Onee-chan to Issho: Spring Issue - Inoue Kikuko no Shin Onee-chan to Issho: Summer Issue - Inoue Kikuko no Shin Onee-chan to Issho: Autumn Issue |

### Сотрудничество
- Lu · puty · La · puty (Shiawase Kurowassan, Кикуко Иноуэ и Мария Ямамото)
- Osakana Penguin no Theme (Osakana Penguin, Кикуко Иноуэ и Дзюнко Ивао)
- Osakana Penguin CD (Osakana Penguin, Кикуко Иноуэ и Дзюнко Ивао)
- Shiawase-san (Shiawase Kurowassan, Кикуко Иноуэ и Мария Ямамото)

### Саундтреки
- Anata no Birthday (как Верданди)
- Aria Drama CD I (Алисия Флоренс и Химэ М. Грандчестер из Aria)
- Aria Drama CD II (Алисия Флоренс и Химэ М. Грандчестер из Aria)
- E-yume, Miyou! (Мэими and Сэйра из Saint Tail)
- Gimme Love (из Voogie’s Angel)
- Girl Friends (из Voogie’s Angel)
- «Моя богиня!» Mikami Debut Pack (как Верданди из «Моя богиня!»)
- Shin Megami Tensei Devil Children Character File 3 (как Кул из Shin Megami Tensei Devil Children)

### Другое
- animetoonz Presents Kikuko Inoue

## Деятельность на радио

### AM радио
| - Inoue Kikuko no Twilight Syndrome (апрель-сентябрь 1995) - Inoue Kikuko no Ruri Iro Aquarium (октябрь 1995-март 1996) - Kakikuke Kikuko no Sashisuse Sonata (октябрь 1998-март 1999) - Hexamoon Guardians Kikuko Maria no Otsuki-sama ni Onegai (апрель 1999-март 2000) - It’s on! (октябрь 2001-март 2003) - Onegai Teacher: Mizuho-sensei no Hachimitsu Jugyō (январь-октябрь 2002) | - Inoue Kikuko no Caramel Heights (октябрь 2002-март 2005) - Onegai Teacher: Hachimitsu Jugyō♥Ho · Shu · U (октябрь 2002-март 2003) - Onegai Teacher: Hachimitsu Jugyō Shingakki (апрель-июнь 2003) - Onegai Twins: Mizuho-sensei to Hachimitsu Twins (июль 2003-март 2004) - Hāi Inoue Shōten Desu yo! (c апреля 2005) |

### Спутниковое радио
- Inoue Kikuko no Osakana Radio (ноябрь 2000-март 2002)
- Inoue Kikuko no Shiitake Radio (апрель 2002-март 2003)
- Inoue Kikuko no Caramel Town (с марта 2003)

### Интернет-радио
- Onegai Hour: Mizuho-sensei no Kojin Jugyō (май 2004-март 2005)
- Onee-chan ha Mahō Shōjo? (с июня 2005)